# Еугеніуш Ромер
Ромер Міколай Еуґеніюш (пол. Eugeniusz Mikołaj Romer; 1871—1954) — польський географ, картограф і геополітик, довголітній доцент (з 1899 р.) і професор (1911—1931) Львівського університету, «батько» польської геополітики.

## Біографія
Еугеніуш Ромер народився 3 лютого 1871 року у Львові. Його батько та мати походили зі старих шляхетських родин. Родина батька, густо розселена на Підкарпатті, осіла там щонайменше з кінця XV століття. Ніколи не вирізнялася матеріальними чи політичними здобутками, однак наявність великої бібліотеки у їхній садибі свідчить про інтелектуальність роду Ромерів. Нота бене найстарших надгробних пам'ятників Кракова є надгробок Станіслава Ромера у костелі Святого Хреста. Батько — Едмунд — будучи десятирічним хлопцем, поптрапив до Терезіануму — ексклюзивної школи біля Відня, збудованій за правління Марії Терези у 1746 році. На той час школа відігравала роль своєрідної військової академії, віднесеної до армії. По закінченню навчання у 1867 році, батько був відправлений на службу у Львівське намісництво, з 1873 року працював у Ряшеві, а від 1879 року був старостою у Кросно. Помер у 1895 році. Мати Еугеніуша — Ірена, з дому Кортильєси де Асгус, походила з середземноморської угорської шляхти з румуно-сербським корінням, хоча у роді була домішана кров сербська, хорватська, та навіть латино-венеційська. У домі Ромерів спілкувалися французькою або німецькою мовами.
1889 року Еугеніуш закінчив класичну гімназію в місті Новий Санч. Вищу освіту здобував у Ягелонському університеті у Кракові, в якому вивчав історію, геологію, географію, метеорологію, потім навчався у Галле та Львові. У 1894 році здобув докторський ступінь по філософії у Львівському університеті.
1895 року склав складні іспити на здобуття освіти викладача на побажання свого батька, який вважав, що така освіта дасть стабільну роботу та дохід. Після цього Ромер додатково навчався півроку гляціології та геології у Відні, у Берліні — метеорології, де він 6 місяців стажувався в Національному інституті метеорології.
1899 року, будучи професором в університеті, вирішив знову стати студентом та пройти курс навчання в області тектоніки та морфології у швейцарського професора Моріса Люжона у Лозані.
Від 1899 був одружений з Ядвігою Роскнехт, донькою співзасновника та директора броварні в Окочимі. Мав двох синів: Вітольд Ромер (1900—1967), від 1946 року професор Вроцлавської політехніки; та Едмунд Ромер — після ІІ світової війни професор Шльонської політехніки у Глівіцах.
Похований у Кракові на Сальваторському цвинтарі.

## Наукова діяльність
Був професором університету імені Яна Казимира у Львові (з 1911 року) та Ягелонського університету (з 1946 року), почесним професором Львівського університету (з 1931 року). Почесний доктор університету в Познані (з 1934 року) та Ягелонського університету (з 1947 року), член Польської академії наук (з 1952 року) та багатьох інших наукових товариств у Польщі та світі.
Автор синтетичної праці про розташування, морфологію і клімат Польщі, що до неї зараховував західні та центральні землі України, які до 1772 р. входили до складу Речі Посполитої.
Це стосується і його праці Geograficzno-statystyczny atlas Polski (1916), яку було використано в устійненні кордонів Польщі у 1919—1921 рр. (він був також польським експертом на мирових конференціях у Парижі й Ризі).
До України і українців Ромер і його учні ставилися неприхильно, а то й вороже (що виявилося, наприклад, у брошурі Polski stan posiadania na Południowym Wschodzie Rzeczypospolitej (1937).

## Вшанування
Його іменем названі одна з вулиць Варшави, Лодзя, Любліна, Кракова, Нового Санча, Руди-Шльонської, Ченстохови, Вроцлава, Щеціна, Ґданська та Слупська, а також льодовик на Алясці.